# برقه ایتالیا
برقه ایتالیا ( ایتالیایی: Cirenaica Italiana ; عربی: برقة الايطالیة) یک مستعمره ایتالیایی بود که در شرق لیبی امروزی قرار داشت و از سال ۱۹۱۱ تا ۱۹۳۴ وجود داشت. این بخشی از قلمروی بود که از امپراتوری عثمانی در طول جنگ عثمانی و ایتالیا در سال ۱۹۱۱، در کنار طرابلس ایتالیا فتح شد.
قلمرو این دو مستعمره گاهی به عنوان "لیبی ایتالیا" یا آفریقای شمالی ایتالیا ( Afrika Settentrionale Italiana یا ASI) نامیده می شد. هر دو نام نیز پس از اتحاد آنها استفاده شد و لیبی ایتالیایی به نام رسمی مستعمره تازه ترکیب شده تبدیل شد.
در سال ۱۹۲۳، شورشیان بومی مرتبط با نظم سنوسی ، جنبش مقاومت لیبی را علیه اسکان ایتالیایی ها در لیبی سازماندهی کردند. این شورش توسط نیروهای ایتالیایی در سال ۱۹۳۲ پس از به اصطلاح " کمپین آرام سازی " که منجر به کشته شدن یک چهارم جمعیت محلی برقه شد، سرکوب شد. 
در سال ۱۹۳۴ بخشی از لیبی ایتالیا شد.

## تاریخ

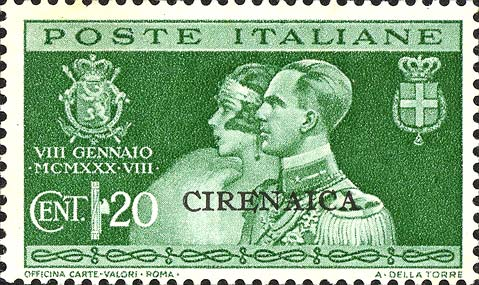
تمبر برقه ایتالیا

برقه ایتالیا و طرابلس ایتالیا در سال ۱۹۱۱ و در جریان فتح طرابلس عثمانی در جنگ عثمانی و ایتالیا تشکیل شدند.

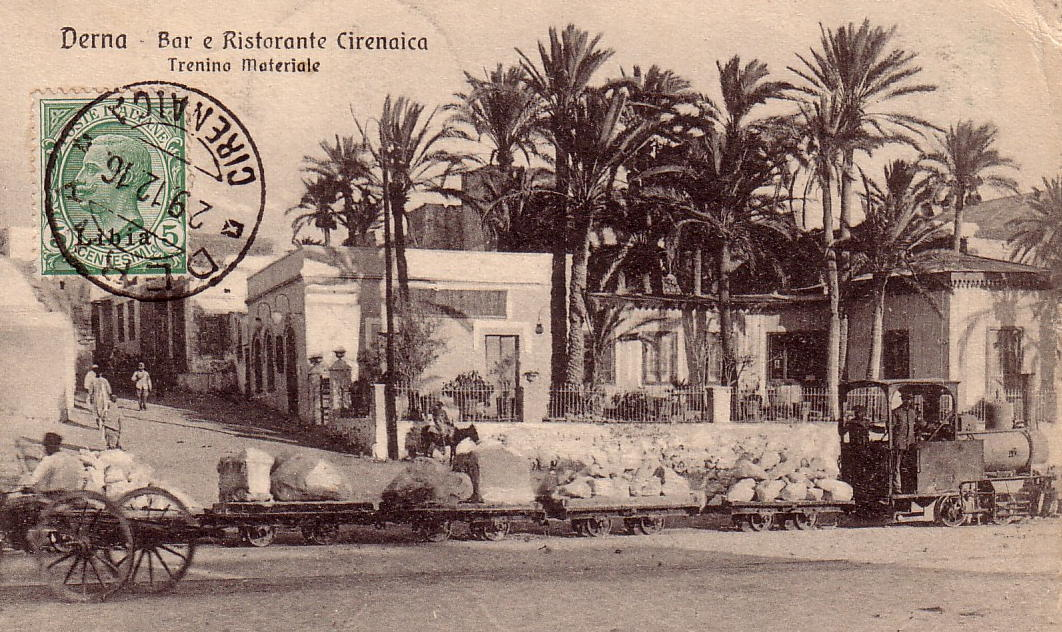
درنا - بار و رستوران Cirenaica - قطار کالا (مهر ۲۹ دسامبر ۱۹۱۶)

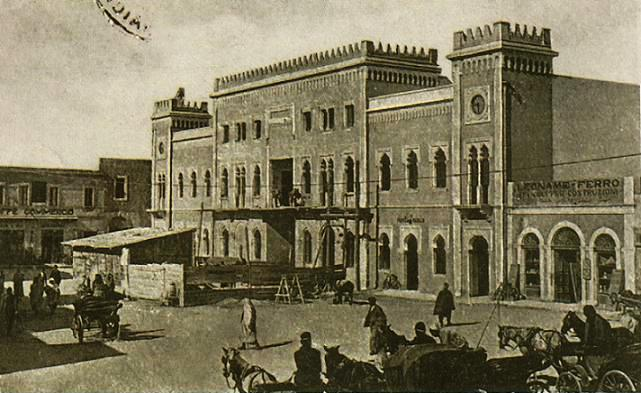
مونیسیپیو (تالار شهر) بنغازی ایتالیا در دهه ۱۹۲۰

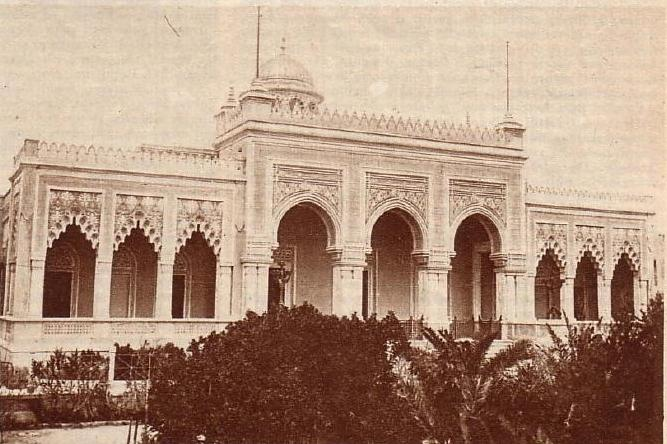
Palazzo Littorio ، که بعداً "پارلمان برقه" نامیده شد، در سال ۱۹۲۷ ساخته شد.

در دهه ۱۹۲۰، برقه صحنه نبرد بین نیروهای استعماری ایتالیا و شورشیان لیبی بود که برای استقلال از حکومت استعماری می جنگیدند. در سال ۱۹۳۱، عمر مختار رهبر شورشیان استقلال دستگیر و اعدام شد.
ایتالیای فاشیست چندین اردوگاه کار اجباری در شرق لیبی در مرحله اول اشغال آن کشور داشت. دولت استعماری در سال ۱۹۲۹ تبعید تقریباً عمده مردم جبل اخدر را برای انکار شورشیان از حمایت مردم محلی آغاز کرد.
مهاجرت اجباری بیش از ۱۰۰۰۰۰ نفر به اردوگاه‌های کار اجباری در سلوق ، المقرون ، الابیار و عقیله ختم شد، جایی که ده‌ها هزار نفر در شرایط بد، عمدتاً به دلیل همه‌گیری‌هایی مانند آنفولوانزای اسپانیایی جان باختند. . اردوگاه های کار اجباری پس از سال ۱۹۳۴ برچیده شدند، زمانی که رژیم فاشیستی کنترل کامل منطقه را به دست آورد و سیاست همسان سازی جامعه عرب محلی را آغاز کرد. این سیاست آنقدر موفقیت آمیز بود که در سال ۱۹۴۰ دو لشکر نظامی استعماری از اعراب لیبی وجود داشت.
در اواخر دهه ۱۹۳۰، برقه با بیش از ۲۰۰۰۰ مستعمره ایتالیایی ، عمدتاً در اطراف ساحل، جمعیت داشت. در نتیجه، در نیمه دوم دهه ۱۹۳۰ تلاش‌های زیادی برای توسعه اقتصادی صورت گرفت.
ایتالیا سرمایه گذاری گسترده ای در زیرساخت های لیبی انجام داد (هدف توسعه اقتصاد به نفع ایتالیای بزرگ بود).  در بنغازی - برای اولین بار در تاریخ برقه - اولین تاسیسات تولیدی ایجاد شد: برخی از صنایع در "بنغازی ایتالیا" در اوایل دهه ۱۹۳۰ ایجاد شد که شامل فرآوری نمک، پالایش نفت، فرآوری مواد غذایی، تولید سیمان، دباغی، آبجوسازی و ماهیگیری اسفنج و ماهی تن بندر بنغازی بزرگ شد و یک بیمارستان مدرن شد. همچنین یک فرودگاه جدید در نزدیکی آن ساخته شد.
در سال ۱۹۳۴، برقه ایتالیا و طرابلس ایتالیا بخشی از لیبی ایتالیا شدند.